# Zaragoza (Salwador)
Zaragoza – miasto w Salwadorze, w departamencie La Libertad.